# Andrew Sudduth
Andrew Sudduth, né le 21 novembre 1961 à Baltimore et mort le 15 juin 2006, est un rameur d'aviron américain. 

## Carrière
Andrew Sudduth participe aux Jeux olympiques de 1984 à Los Angeles et remporte la médaille d'argent avec le huit américain composé de Chip Lubsen, Christopher Penny, John Terwilliger, Thomas Darling, Fred Borchelt, Charles Clapp III, Bruce Ibbetson et Robert Jaugstetter.